# Troll (internet)
A troll az internetes szlengben olyan személy megnevezése, aki provokatív, ingerlő módon, tárgyhoz nem tartozó üzenetekkel bombáz egy online közösséget (például internetes fórum, chat, blog, levelezőlista), vagy személyes hitbeli meggyőződését ellentmondást nem tűrő, pökhendi erőszakossággal sulykolja, azzal a konkrét szándékkal, hogy más felhasználókból heves reakciókat provokáljon ki, vagy más módon zavarja, lehetetlenítse el a témába vágó eszmecserét. A trollkodás idővel a kevésbé agresszív, inkább viccesebb gúnyolódást, élcelődést jelentő tevékenység jelzőjévé is vált, amivel fontosabb, komolyabb témák, személyek is nevetségessé tehetők, ezzel egyfajta kritikai élt adva. Korábban ilyen jellegű „trollkodás” volt például a politikusok karikatúrái. 
Az a felhasználó, aki nem rendelkezik adminisztrátori jogokkal egy adott fórumon, csak egyet tehet a trollok ellen: nem „eteti” őket, azaz következetesen figyelmen kívül hagyja az adott személy hozzászólásait. Innen származik az angol Do not feed the trolls, azaz „ne etesd a trollokat” kifejezés (rövidítése DNFTT).
A troll szó másik jelentése egy északi mitológiából ismert lény. Az internetes szlengben használt változat azonban lehet nem ebből származik, hanem a trolling vagy trawling nevű horgászati technikából, amely során a horgász elhúzza a csalit a halak orra előtt, ahogy az  internetes troll is teszi egy provokatív megjegyzéssel.

## A trollok módszerei
Alapvetően kétféle trollt különböztetünk meg: a provokatív troll egy feltűnő, érzelmek felkorbácsolására alkalmas üzenettel (amit azonban komoly állításnak vagy kérdésnek álcáz) próbálja felhívni magára a figyelmet.
A reaktív troll ezzel szemben nem provokál, hanem keres magának egy megfelelő célpontot, és őt támadja szavai, érvei kiforgatásával vagy személyeskedéssel.
Külön, speciális kategória még a thread breaking troll, aki egy fórummotor algoritmusának hibáit kihasználva olyan üzenetet posztol, amely vízszintesen vagy függőlegesen széthúzza az oldalt, nehezítve így annak olvashatóságát. Ez a stratégia alkalmas fórumok megölésére, az ott folyó eszmecsere ellehetetlenítésére.

## Fordítás
Ez a szócikk részben vagy egészben  a   Troll (Internet) című angol Wikipédia-szócikk fordításán alapul.  Az eredeti cikk szerkesztőit annak laptörténete sorolja fel. Ez a jelzés csupán a megfogalmazás eredetét és a szerzői jogokat jelzi, nem szolgál a cikkben szereplő információk forrásmegjelöléseként.

## Kapcsolódó szócikk
- Flame war
- Lélektani hadviselés
- Wikipédia:Vandalizmus